# Villaverde de Íscar
Villaverde de Íscar – gmina w Hiszpanii, w prowincji Segowia, w Kastylii i León, o powierzchni 27,8 km². W 2011 roku gmina liczyła 685 mieszkańców.